# Tramlijn A (Bordeaux)
Lijn A van de tram van Bordeaux is een tramijn in de agglomeratie van Bordeaux. De lijn telt 41 stations en loopt van Mérignac Centre of Aeroport Bordeaux - Mérignac naar La Gardette-Bassens-Carbon-blanc met een zijtak naar Floirac - Dravemont.

## Geschiedenis
- 21 december 2003: Lijn A wordt geopend door Alain Juppe en Jacques Chirac tussen Mériadeck en Lauriers/La Morlette. De opening werd verstoord door een storing in het Alimentation par le sol (APS) systeem.
- 26 september 2005: De lijn wordt verlengd tussen Mériadeck en Saint-Augustin.
- 27 februari 2007: De lijn wordt verlengd tussen La Morlette en Floirac Dravemont.
- 21 juni 2007: De lijn wordt verlengd tussen Saint-Augustin en Mérignac Centre.
- 02 september 2007: De lijn krijgt een aansluiting op het SNCF netwerk via het station Cenon
- 31 mei 2008: De lijn wordt verlengd tussen Lauriers en La Gardette-Bassens-Carbon-blanc
- 22 februari 2010: De lijnkleur verandert van blauw naar paars.
- 06 september 2010:De lijn krijgt een aansluiting op het SNCF netwerk via het station Fontaine d'Arlac.
- 29 april 2023: De lijn krijgt een zijtak naar Aeroport Bordeaux - Mérignac.

## Exploitatie

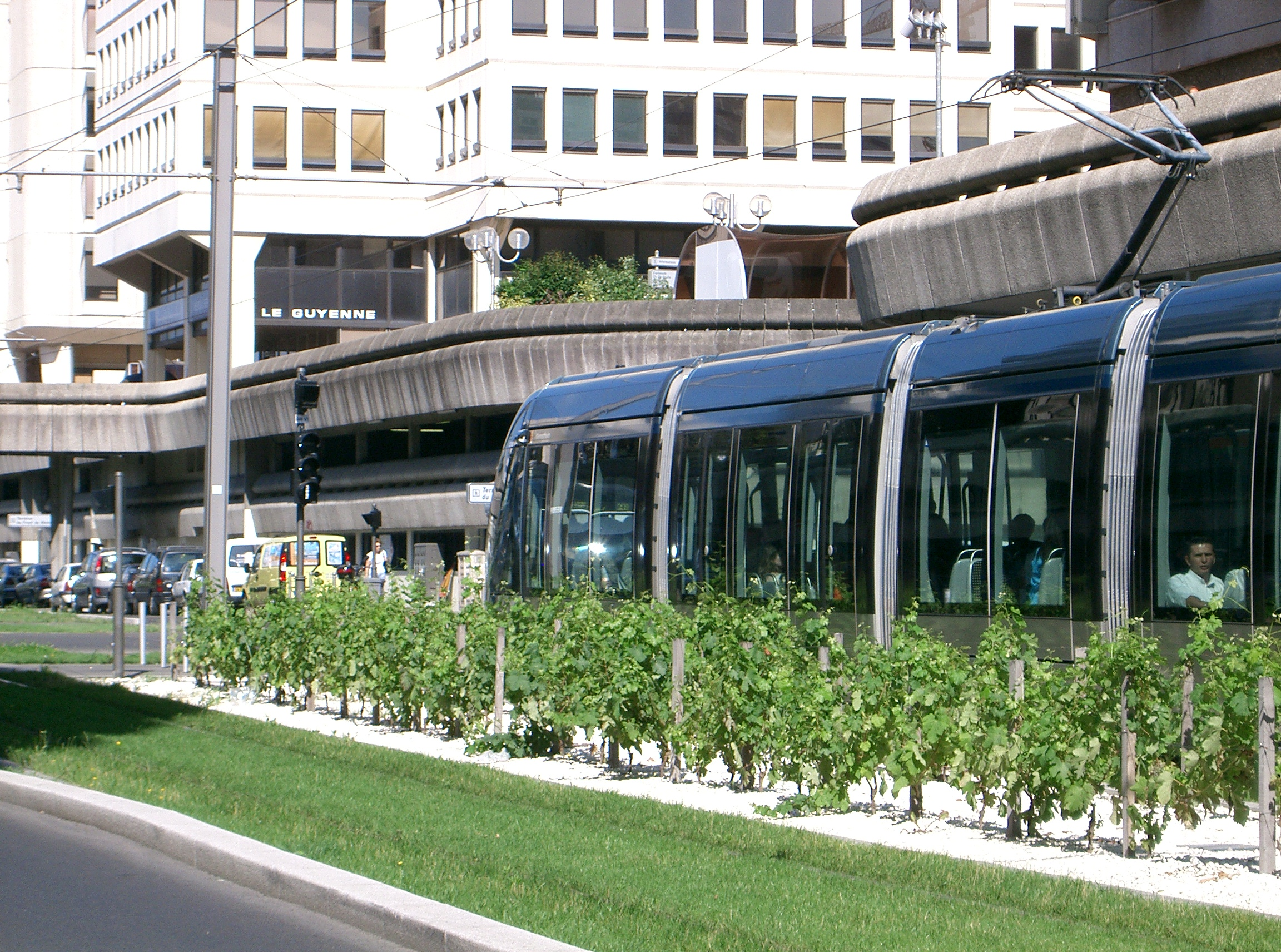
Citadis tram op de lijn, halte Mériadeck

De trams rijden van vijf uur 's ochtends en 1 uur 's nachts. In de spits rijden elke 4 minuten trams, daarbuiten zes tien minuten. 's Avonds en op zondag rijden er gemiddeld elke vijftien minuten trams.

### Materieel
De lijn wordt geëxploiteerd met trams van het type Citadis 402. De trams zijn 44 meter lang, hebben een breedte van 2,40 m, een 100% lage vloer, een capaciteit van 300 personen. Het vermogen van de trams is 720 kilowatt. De trams kunnen naast via bovenleiding ook werken via het APS-systeem, dat gebruikt wordt in het centrum van Bordeaux.

## Toekomst
Er zijn verschillende verlengingen gepland voor deze lijn. Zo zou de lijn verlengd kunnen worden van La Gardette-Bassens-Carbon-blanc naar het centrum van Carbon-Blanc.